# SAMURAI 7 (漫画)
『SAMURAI 7』（サムライ セブン）は、周防瑞孝による日本の漫画。

## 概要
黒澤明監督の映画『七人の侍』（1954年公開）をリメイクした漫画で、『マガジンGREAT』（講談社）にて2005年9月号から2007年1月号まで連載された。全9話で、単行本は上下2巻。
主要登場人物の名前はアニメ版の『SAMURAI 7』と同じだが、それ以外の設定は相違する箇所が多い。

## あらすじ
時は未来、人類が太陽系内の惑星に殖民する時代に、地球圏を二分する大規模な宇宙戦争が勃発した。戦争は長引き、大量殺戮兵器により地球圏各地は荒廃した。戦争が終わった後、治安は乱れ、働く場所を失った侍が"野伏せり"と化して各地で略奪を繰り返す無法の時代がやってきた…。
侍に憧れる少年・カツシロウは、真の侍を探す少女・キララと出会う。キララの住むカンナ村は野伏せりに狙われており、村を守ってくれる侍を求めて街までやってきたのだ。頭だけのサイボーグ侍・キクチヨと共に侍探しに協力する事にしたカツシロウは、子供を人質に取った押し込み強盗を一刀で倒し、礼も受け取らずに立ち去る浪人カンベエに理想の侍の姿を見出す。カツシロウとキクチヨの説得で村のために戦う事を決意したカンベエは、侍を7人集めるべきだと告げる。カンベエ・カツシロウ・キクチヨ、そしてゴロベエ・シチロージ・ヘイハチ・キュウゾウの7人の侍が集まり、野伏せりと戦うためカンナ村へと向かう（上巻）。
カンナ村に到着したカツシロウ達だったが、侍を恐れる村人達の彼らを見る目は決して温かいものではなかった。野伏せりと内通する者も出る中、元は農民だったキクチヨの叱咤と説得により侍達と村民は次第に打ち解け、一体となって野伏せりを迎え撃つ準備が進められていった。
そして、ついに野伏せり達との戦闘が始まった。野伏せりの旗艦である機動要塞を陥落したものの、もう1つの要塞の攻撃によりヘイハチが命を落とす。激化する戦いの中、ゴロベエは戦死し、キュウゾウが凶弾に倒れ、要塞に特攻したキクチヨも帰らぬ人となる。しかし、7人の侍と農民達の奮戦により野伏せり達も確実に討ち取られていき、最後に残った頭目をカツシロウが倒した時、戦いは終結した。
村のあちこちから炊ぎの煙が上るのを見て、また負け戦だったと呟くカンベエ。カツシロウはキララ達に別れを告げ、新たな旅に出る（下巻）。

## 登場人物

### サムライ
岡本 カツシロウ（おかもと カツシロウ）
侍を目指す14歳の少年。岡本財閥の御曹司。家出中で、実家からは懸賞金付きで捜索願が出されている。かつては親の言いなりに生きるだけだったが、侍に憧れ家を飛び出した。
カンナ村を守る戦いの中で成長していく姿が描かれており、本作の主人公ともいえる存在。
キクチヨ
義体と呼ばれる機械の体のサイボーグ侍。登場時は首だけで、記憶も失っていた。キクチヨという名もコマチがつけた名前。
カンナ村に到着した後は、頭を農耕用の義体に接続される。
元は農民で、妻子を殺された後、サイボーグとなった。
島田 カンベエ（しまだ カンベエ）
浪人。元は軍師だったが、戦争中は負け戦ばかりだった。
片山 ゴロベエ（かたやま ゴロベエ）
凄腕だが、それを感じさせない穏やかで飄々とした浪人。元・六衛府の近衛兵。
シチロージ
元・カンベエの部下。槍の遣い手。
林田 ヘイハチ（はやしだ ヘイハチ）
元・工兵。戦艦級の巨大な敵でも相手に出来る大きな対戦車刀を自作する。戦の序盤で、リキチをかばって重傷を負い、死亡。
キュウゾウ
二刀流の美剣士で、凄腕の賞金稼ぎ。赤い髪を長く伸ばし、前髪で左目を隠すような髪型にしている。二刀のうち、一振りは腰の後ろに差し、もう一振りは背に負っており、戦う時は右手の剣は逆手に持つ。物語の終盤では、逆手での居合い抜きで野伏せりのヒョウゴを斬った。
無愛想だが、子供には優しく、カツシロウの面倒をよく見ていた。

### カンナ村
キララ
カンナ村の水分り（みくまり）。
コマチ
キララの妹。
リキチ
カンナ村の農民。かつて女房を野伏せりに連れ去られた事で強い恨みを抱いている。
ギサク
カンナ村の長老。
マンゾウ
カンナ村の農民。野伏せりに内通する。
サナエ
リキチの女房。野伏せりに連れ去られた後の消息は不明。

### 野伏せり
お頭
野伏せりの頭目。本名は不明。常時ヘルメットをかぶって顔を隠している。カンベエとは因縁がある。
ヒョウゴ
野伏せりの1人。
ソウベエ
野伏せりの1人。元・機動装甲騎士団中隊長。雷電に乗って戦う。

## 用語
侍（さむらい）
宇宙戦争の最前線で、対戦車刀を武器に、身体1つで機動兵器に切り込んでゆく男達。人々は畏怖を込めて、彼らを"侍"（サムライ）と呼んだ。
対戦車刀（たいせんしゃとう）
生身の侍でも機動兵器と対等に渡り合える最強の武器。扱えるのは侍の中でもごくわずかの者のみ。威力が強すぎるため、簡単に抜けないよう安全装置が付いている。また、何段階かに分けて威力を調節する事も出来る。
野伏せり（のぶせり）
戦争の終結後、生きる術を無くした侍達の中で、村々を襲い略奪を繰り返す野盗と化した武士集団。
雷電（らいでん）
対戦艦機動兵器。
紅蜘蛛（べにぐも）
人型の機動兵器。
ヤカン
1人乗りの機動兵器。
タネガシマ
人型機動兵器用の銃。

## 書籍
- 『SAMURAI 7 上巻』ISBN 4-06-372184-1
- 『SAMURAI 7 下巻』ISBN 978-4-06-372274-1
  - 講談社より刊行。